# Handball-Afrikameisterschaft der Frauen 1979
Die 3. Handball-Afrikameisterschaft der Frauen 1979 (offiziell Challenge Marien Ngouabi) wurde vom 20. bis zum 31. Juli 1979 in Brazzaville ausgetragen und diente als Qualifikation für die Olympischen Sommerspiele 1980. Ausrichter des Turniers, das zeitgleich mit der Männerkonkurrenz stattfand, war die Confédération Africaine de Handball (CAHB). Den Wettbewerb mit insgesamt neun teilnehmenden Nationen um den „Coupe Marien Ngouabi“ gewann der Gastgeber der Volksrepublik Kongo vor den Mannschaften aus Kamerun und Algerien.

## Turnierverlauf

### Gruppenphase
Lediglich die Ergebnisse der algerischen Mannschaft sind bekannt:
|          | Ergebnis |         |
| -------- | -------- | ------- |
| Algerien | 15:9     | Nigeria |
| Algerien | 25:7     | Benin   |

### Finalrunde

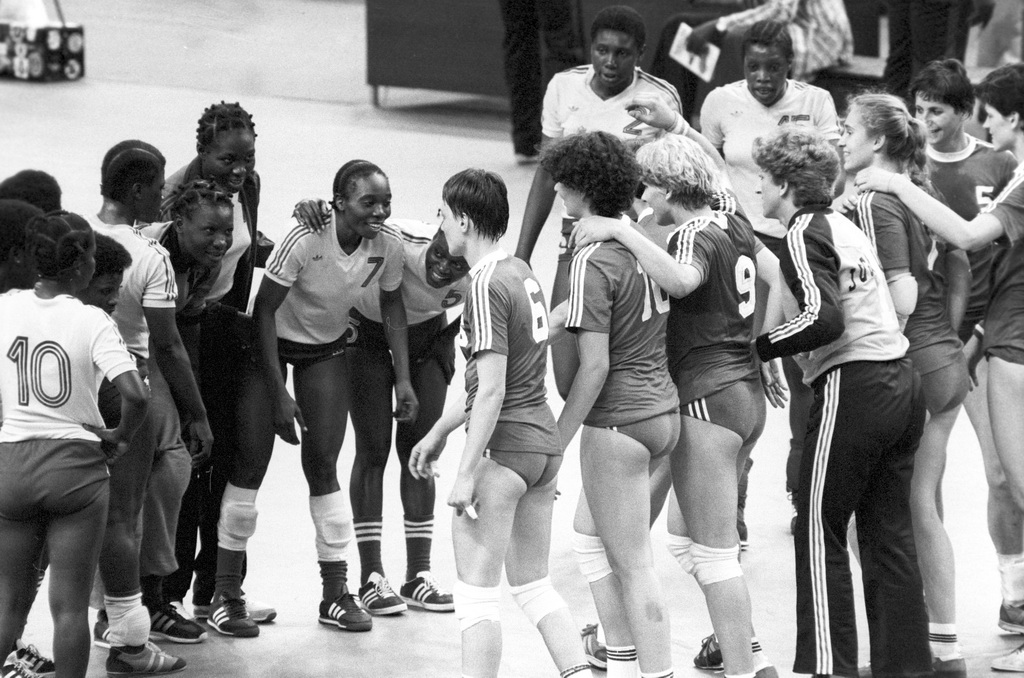
Die Mannschaft der Volksrepublik Kongo qualifizierte sich für das olympische Handballturnier 1980. Das Bild zeigt einen Teil der Mannschaft (links) vor dem dortigen Eröffnungsspiel gegen die Sowjetunion am 21. Juli 1980.

Das Finale der Afrikameisterschaft am 31. Juli 1979 entschied die Volksrepublik Kongo gegen Kamerun mit 21:17 (13:10) oder 22:20 für sich.

|  | Halbfinale          | Halbfinale |                |    | Finale | Finale |
|  |                     |            |                |    |        |        |
|  | Volksrepublik Kongo |            |                |    |        |        |
|  | Elfenbeinküste      |            |                |    |        |        |
|  |                     |            |                |    |        |        |
|  |                     |            |                |    |        |        |
|  | Volksrepublik Kongo | 21/22      |                |    |        |        |
|  |                     | Kamerun    | 17/20          |    |        |        |
|  |                     |            |                |    |        |        |
|  | Spiel um Platz 3    |            |                |    |        |        |
|  |                     |            | Elfenbeinküste | 12 |        |        |
|  | Kamerun             | 26         | Algerien       | 19 |        |        |
|  | Algerien            | 18         |                |    |        |        |

### Endstand
| Pl. | Mannschaft          |
| --- | ------------------- |
| 1.  | Volksrepublik Kongo |
| 2.  | Kamerun             |
| 3.  | Algerien            |
| 4.  | Elfenbeinküste      |
| 5.  | Uganda              |
| 6.  | Nigeria             |
| 7.  | Togo                |
| 8.  | Benin               |
| 9.  | Gabun               |

## Kader
| Gold   | Volksrepublik Kongo |
|        | - Spielerinnen: Anthermine Azanga, Okemba Micheline, Yvonne Makouala, Gisèle Gassy, Pascaline Bobeka, Nicole Oba, Alphonsine Bilampassi, Thérèse Kossa, Solange Koulinka, Germaine Djimbi, Isabelle Azanga, Elisabeth Pemba Lopez, Angélique Abemane, Madeleine Mitsotso, Henriette Mfoulou, Clarisse Nsiété |
| Silber | Kamerun |
|        | Kader unbekannt |
| Bronze | Algerien |
|        | - Spielerinnen: Boualem, Daoudi, Maghmoul, Zehour Guidouche, Guerfa, Sahed, Amalou, Habili, Zidani, Bougara, Oulhadj, Zerhouni, Moualdi, Guerdache, Kessouar - Trainer: Daoud, Drikci, Gancho |